# جاو لوكوان
ولد جاو لوكوان في1909م، وهو ممثل صيني بدأ هو شقيقه التمثيل في الثلاثينيات. 

## حياته
ولد جاو في عام 1909م باسم وو جوكوان. كان لديه شقيق صيني ياباني يدعى نجو تشو. كلاهما قام بتمثيل أفلام مع نجم فنون الدفاع عن النفس بروس لي في 1950م و 1960م. في عام 1950م، عمل جاو كسكرتير في فيلم بروس لي(The Kid). في عام 1960، عمل شقيقه كمدير في فيلم بروس لي، (The Orphan)، كان جاو أيضًا في الفيلم. قبل التمثيل في الأفلام ، كان مدرسًا في مدرسة ابتدائية. توفي في 13 مايو 1988 عن عمر يناهز 79 عامًا.

## افلامه
- Kung Fu Vs. Acrobatic (1990) ... Man in intro
- (From Buddah's Palm(1964
- (1950) The Kid
- (1960) The Orphan
- (1937) Youth of China

## روابط خارجية
- جاو لوكوان على موقع IMDb (الإنجليزية)
- جاو لوكوان على موقع قاعدة بيانات الفيلم (الإنجليزية)